# Alfred Dallinger
Alfred Dallinger (* 7. November 1926 in Wien, Erste Republik Österreich; † 23. Februar 1989 bei Rorschach, Schweiz) war ein österreichischer Gewerkschafter und Politiker (SPÖ). Er war von 1974 bis 1983 Abgeordneter zum Nationalrat und von 1980 bis zu seinem Tod 1989 Bundesminister für Soziales.

## Politischer Werdegang
Der gelernte Drogist wurde im Jahr 1948 Jugendsekretär der Gewerkschaft der Privatangestellten, 1966 Geschäftsführer-Stellvertreter und Zentralsekretär und ab 1974 Vorsitzender und Geschäftsführer der Gewerkschaft der Privatangestellten.
1974 wurde Alfred Dallinger Mitglied des Österreichischen Nationalrates und behielt sein Mandat bis zu den Wahlen 1983.
Er war ein Verfechter der Arbeitszeitverkürzung auf eine 35-Stunden-Woche. Seine umstrittenste Idee war die einer Wertschöpfungsabgabe zur Sicherung des Sozialversicherungssystems. Von der Opposition, den Wirtschaftsvertretern und der Presse wurde diese Idee als „Maschinensteuer“ kritisiert.
Er hat das Berufsförderungsinstitut in Wien mitgegründet. Nach ihm wurde auch der Alfred-Dallinger-Platz im 3. Wiener Gemeindebezirk benannt.

### Regierungsmitglied
Im Jahr 1980 wurde Dallinger von Bruno Kreisky als Sozialminister in die österreichische Bundesregierung berufen. In dieser Funktion gehörte er den Kabinetten Kreisky IV., Sinowatz, Vranitzky I. und Vranitzky II. an.
1984/1985 kam es zu einer Kontroverse Dallingers mit dem Salzburger Landeshauptmann Wilfried Haslauer senior, der eine Weisung des Sozialministers nicht beachtete. Der von Dallinger angerufene Verfassungsgerichtshof verurteilte 1985 den Landeshauptmann.

## Tod
Am 23. Februar 1989 war Alfred Dallinger Passagier einer Maschine der Rheintalflug, die von Wien-Schwechat kommend beim Landeanflug auf den Flugplatz St. Gallen-Altenrhein bei Rorschach unter ungeklärten Umständen in den Bodensee stürzte (Rheintalflug-Flug 102). Alle elf Menschen an Bord verloren bei dem Unglück ihr Leben. Das Grab Dallingers befindet sich auf dem Friedhof von Gießhübl im Bezirk Mödling.

## Auszeichnungen
1984 erhielt er das Große Goldene Ehrenzeichen am Bande für Verdienste um die Republik Österreich.
Im Jahr 2005 wurde in Wien-Landstraße (3. Bezirk) der Alfred-Dallinger-Platz nach dem Minister benannt. Weitere Straßennamen würdigen ihn in Klagenfurt, Steinbrunn, Traiskirchen und Gießhübl.
Nach dem gemeinsam mit Dallinger verunglückten Gewerkschafter Richard Wonka ist seit 2010 in der Donaustadt (22. Bezirk) der Wonkaplatz benannt.